# Premio Ramón Muntaner de literatura juvenil
El Premio Ramón Muntaner de literatura juvenil es un galardón que desde 1986 concede anualmente la Fundació Prudenci Bertrana de Gerona. Consiste en una dotación de 7500 € y la publicación de la obra por la Editorial Columna. 
Se concede durante una fiesta de entrega que tiene lugar en Gerona la primera semana de septiembre.

## Ganadores del premio Ramon Muntaner en todas sus ediciones
- 1986: L'esquelet de la balena de David Cirici.
- 1987: Dos cavalls de Gemma Lienas.
- 1988: La sal de Josep Franco i Martínez.
- 1989: La metamorfosi d'en Ricard de Víctor Batallé i Serra.
- 1990: Tampoc de Emili Castellanos y Miquel Colomer.
- 1991: Desierto.
- 1992: Quan venia l'esquadra de Xesca Ensenyat.
- 1993: Maleïts rosegadors de Xavier Bertran.
- 1994: El pont de Mahoma de Pep Coll
- 1995: Somnien les flors del camp amb cossiols? de Vicent Pardo.
- 1996: Desierto.
- 1997: La faula dels ocells grecs de Jordi Coca.
- 1998: Tots els ports es diuen helena de Joan Barril.
- 1999: Veritats a mitges de Andreu Martín.
- 2000: El pic de la dama morta de Pau Joan Hernàndez.
- 2001: La balada de JK de Rafael Vallbona.
- 2002: Els llops de la lluna roja de Josep Francesc Delgado.
- 2003: L’altra banda del mirall de Jordi Sierra i Fabra.
- 2004: Què fas aquest vespre? de Manel Valls.
- 2005: Història d'amor a Srajevo de Jaume Benavente.
- 2006: Un camí dins la boira de Care Santos.
- 2007: Les valls dels bandolers de Lluis Miret.
- 2008: Adrià Bofarull-Solé por L'estendard del cavaller
- 2009: David Nel·lo per Guengol
- 2010: desierto
- 2011: Dolors Garcia Cornellà por S'acosta un front fred que deixarà neu a cotes baixes[1]
- 2012: Josep Torrent i Alabau por De cara a tramuntana
- 2013: David Cirici por Zona prohibida
- 2014: Francesc Puigpelat por Romeu i Julieta. Segona part
- 2015: Joan Antoni Martín Piñol por Pizzaboy[2]
- 2016: Salvador Macip y Ricard Ruiz Garzón por Herba Negra
- 2017: Xavier Gual por La noia de la caravana[3]